# 加拿大威士忌
加拿大威士忌（Canadian Whisky），是一種只在加拿大製造的清淡威士忌。

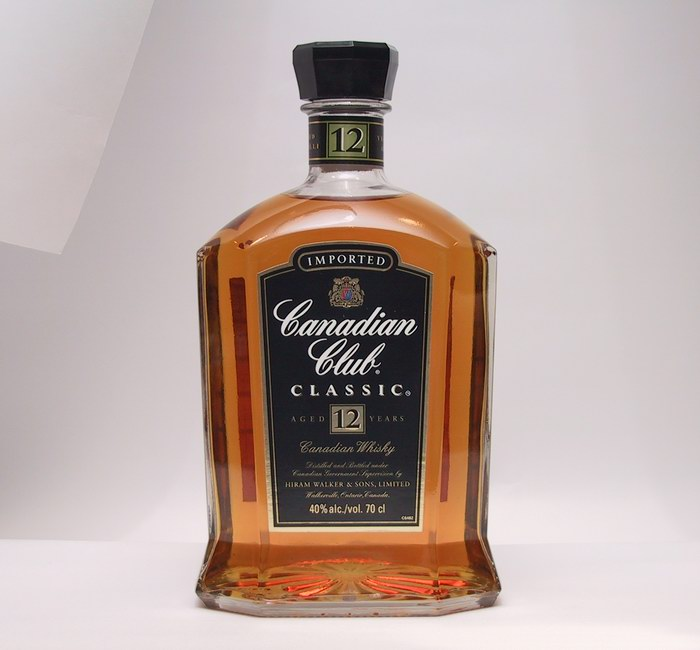
在加拿大安大略省生產的加拿大俱乐部威士忌

原料上，雖然加拿大威士忌常常被認為是一種用裸麥（黑麥）製造的威士忌，但實際上加拿大威士忌是不折不扣的穀物威士忌——使用包括玉米、裸麥、裸麥芽與大麥芽等多種的穀物材料來製作。
幾乎所有的加拿大威士忌都屬於調和式威士忌，以連續式蒸餾製造出來的穀物威士忌做為主體，再以壺式蒸餾器製造出來的裸麥威士忌（Rye Whiskey）增添其風味與顏色。由於連續式蒸餾的威士忌酒通常都比較清淡，甚至很接近伏特加之類的白色烈酒，因此加拿大威士忌常號稱是「全世界最清淡的威士忌」。
加拿大威士忌在蒸餾完成後，需要裝入全新的美國白橡木桶或二手的波本橡木桶中陳年超過三年始得販售。有時酒廠會在將酒進行調和後放回橡木桶中繼續陳年，或甚至直接在新酒還未陳年之前就先調和。
加拿大威士忌的興起可以說是有其獨特的時代背景，事實上，造就加拿大威士忌大賣的推手並不是加拿大人，而是鄰國的美國。美國在1920年代施行了禁酒令，但國內對於烈酒的需求卻不降反增，僅隔一條國界的加拿大佔盡地利之便，廠商甚至針對便利攜帶偷藏開發出專用的威士忌包裝，以便讓人們得以沿著美加邊境大量將加拿大威士忌偷渡進入美國的領土。
然而在今天，加拿大威士忌之所以還能持續受到歡迎，卻絕非是只依賴這過往的歷史因素。使用連續式蒸餾相對之下比較穩定的產品純度，清淡溫和的口感，是加拿大威士忌比較常被推崇的特色。除此之外，加拿大威士忌是最適宜被用來調酒的威士忌（再一次是拜其清淡口味之賜），擁有非常豐富的調酒酒譜。